# 3. ŽNL Vukovarsko-srijemska NS Vinkovci 2013./14.
Prvenstvo se igralo dvokružno. U viši rang (2. ŽNL Vukovarsko-srijemsku NS Vinkovci) se plasirali prvak NK Croatia Novi Jankovci i drugoplasirani NK Borac Banovci.

## Tablica
| Mj. | Klub                     | Sus. | Pobj. | Nerj. | Por. | GR.   | Bod. |
| --- | ------------------------ | ---- | ----- | ----- | ---- | ----- | ---- |
| 1.  | NK Croatia Novi Jankovci | 16   | 12    | 3     | 1    | 51:14 | 39   |
| 2.  | NK Borac Banovci         | 16   | 11    | 3     | 2    | 52:21 | 36   |
| 3.  | NK Đezelem Korođ         | 16   | 7     | 4     | 5    | 38:23 | 25   |
| 4.  | NK Polet Donje Novo Selo | 16   | 7     | 4     | 5    | 28:23 | 25   |
| 5.  | NK Sremac Markušica      | 16   | 6     | 3     | 7    | 38:40 | 21   |
| 6.  | NK Čelik Gaboš           | 16   | 6     | 2     | 8    | 23:49 | 20   |
| 7.  | NK Obilić Ostrovo        | 16   | 5     | 2     | 9    | 24:39 | 17   |
| 8.  | NK Marinci               | 16   | 3     | 2     | 11   | 26:43 | 11   |
| 9.  | NK Podgrađe              | 16   | 3     | 1     | 12   | 22:50 | 10   |

## Rezultati
| NK Podgrađe - NK Čelik Gaboš 1:2 NK Polet Donje Novo Selo - NK Borac Banovci 0:0 NK Đezelem Korođ - NK Marinci 0:3 NK Obilić Ostrovo - NK Sremac Markušica 0:3 NK Croatia Novi Jankovci slobodan | NK Croatia Novi Jankovci - NK Obilić Ostrovo 5:1 NK Sremac Markušica - NK Đezelem Korođ 2:0 NK Marinci - NK Polet Donje Novo Selo 3:4 NK Borac Banovci - NK Podgrađe 3:1 NK Čelik Gaboš slobodan | NK Đezelem Korođ - NK Croatia Novi Jankovci 1:1 NK Polet Donje Novo Selo - NK Sremac Markušica 1:0 NK Podgrađe - NK Marinci 2:0 NK Čelik Gaboš - NK Borac Banovci 1:2 NK Obilić Ostrovo slobodan |
| NK Croatia Novi Jankovci - NK Polet Donje Novo Selo 4:1 NK Obilić Ostrovo - NK Đezelem Korođ 2:2 NK Sremac Markušica - NK Podgrađe 7:1 NK Marinci - NK Čelik Gaboš 6:0 NK Borac Banovci slobodan | NK Podgrađe - NK Croatia Novi Jankovci 2:6 NK Polet Donje Novo Selo - NK Obilić Ostrovo 2:1 NK Čelik Gaboš - NK Sremac Markušica 4:0 NK Borac Banovci - NK Marinci 2:2 NK Đezelem Korođ slobodan | NK Croatia Novi Jankovci - NK Čelik Gaboš 9:0 NK Obilić Ostrovo - NK Podgrađe 3:0 NK Đezelem Korođ - NK Polet Donje Novo Selo 1:1 NK Sremac Markušica - NK Borac Banovci 3:3 NK Marinci slobodan |
| NK Borac Banovci - NK Croatia Novi Jankovci 3:2 NK Čelik Gaboš - NK Obilić Ostrovo 2:2 NK Podgrađe - NK Đezelem Korođ 1:4 NK Marinci - NK Sremac Markušica 1:1 NK Polet Donje Novo Selo slobodan | NK Croatia Novi Jankovci - NK Marinci 2:0 NK Obilić Ostrovo - NK Borac Banovci 0:1 NK Đezelem Korođ - NK Čelik Gaboš 1:3 NK Polet Donje Novo Selo - NK Podgrađe 3:1 NK Sremac Markušica slobodan | NK Sremac Markušica - NK Croatia Novi Jankovci 1:3 NK Marinci - NK Obilić Ostrovo 3:2 NK Borac Banovci - NK Đezelem Korođ 4:1 NK Čelik Gaboš - NK Polet Donje Novo Selo 1:0 NK Podgrađe slobodan |
| NK Čelik Gaboš - NK Podgrađe 3:0 NK Borac Banovci - NK Polet Donje Novo Selo 4:0 NK Marinci - NK Đezelem Korođ 1:5 NK Sremac Markušica - NK Obilić Ostrovo 1:2 NK Croatia Novi Jankovci slobodan | NK Obilić Ostrovo - NK Croatia Novi Jankovci 0:2 NK Đezelem Korođ - NK Sremac Markušica 6:0 NK Polet Donje Novo Selo - NK Marinci 3:0 NK Podgrađe - NK Borac Banovci 3:6 NK Čelik Gaboš slobodan | NK Croatia Novi Jankovci - NK Đezelem Korođ 2:0 NK Sremac Markušica - NK Polet Donje Novo Selo 2:1 NK Marinci - NK Podgrađe 0:3 NK Borac Banovci - NK Čelik Gaboš 5:0 NK Obilić Ostrovo slobodan |
| NK Polet Donje Novo Selo - NK Croatia Novi Jankovci 0:0 NK Đezelem Korođ - NK Obilić Ostrovo 7:0 NK Podgrađe - NK Sremac Markušica 3:3 NK Čelik Gaboš - NK Marinci 3:2 NK Borac Banovci slobodan | NK Croatia Novi Jankovci - NK Podgrađe 3:0 NK Obilić Ostrovo - NK Polet Donje Novo Selo 1:3 NK Sremac Markušica - NK Čelik Gaboš 4:0 NK Marinci - NK Borac Banovci 0:4 NK Đezelem Korođ slobodan | NK Čelik Gaboš - NK Croatia Novi Jankovci 2:2 NK Podgrađe - NK Obilić Ostrovo 0:1 NK Polet Donje Novo Selo - NK Đezelem Korođ 0:0 NK Borac Banovci - NK Sremac Markušica 7:2 NK Marinci slobodan |
| NK Croatia Novi Jankovci - NK Borac Banovci 2:0 NK Obilić Ostrovo - NK Čelik Gaboš 6:1 NK Đezelem Korođ - NK Podgrađe 3:0 NK Sremac Markušica - NK Marinci 7:2 NK Polet Donje Novo Selo slobodan | NK Marinci - NK Croatia Novi Jankovci 1:2 NK Borac Banovci - NK Obilić Ostrovo 5:0 NK Čelik Gaboš - NK Đezelem Korođ 0:3 NK Podgrađe - NK Polet Donje Novo Selo 4:3 NK Sremac Markušica slobodan | NK Croatia Novi Jankovci - NK Sremac Markušica 6:2 NK Obilić Ostrovo - NK Marinci 3:2 NK Đezelem Korođ - NK Borac Banovci 4:3 NK Polet Donje Novo Selo - NK Čelik Gaboš 6:1 NK Podgrađe slobodan |